# FinnPa
Le Finnairin Palloilijat ou FinnPa est un ancien club de football finlandais basé à Helsinki. 

## Histoire
Fondé en 1965 par la compagnie Finnair, le club est promu en première division finlandaise en 1993. En 1997, le FinnPa termine à la troisième place du championnat, ce qui constitue le meilleur classement de l'histoire du club. 
Le club est relégué en deuxième division en 1998 et Finnair ne veut plus aider le club financièrement ce qui entraîne sa dissolution. Au total, le club sera resté six ans en première division.

## Anciens joueurs
- / Paul Tisdale

## Parcours européen
Légende
- TP1 = 1er tour préliminaire

| Saison    | Compétition | Tour | Pays             | Adversaire      | Score    |
| --------- | ----------- | ---- | ---------------- | --------------- | -------- |
| 1998-1999 | Coupe UEFA  | TP1  | Drapeau d’Israël | Hapoël Tel-Aviv | 3-1, 3-1 |